# Canadian Border Peak
Canadian Border Peak är en bergstopp i Kanada.   Den ligger i provinsen British Columbia, i den södra delen av landet, 3 400 km väster om huvudstaden Ottawa. Toppen på Canadian Border Peak är 2 404 meter över havet.
Terrängen runt Canadian Border Peak är huvudsakligen bergig. Trakten runt Canadian Border Peak är nära nog obefolkad, med mindre än två invånare per kvadratkilometer..
I omgivningarna runt Canadian Border Peak växer i huvudsak barrskog.